# Liga Veneta
La Liga Veneta (in veneto Łiga Vèneta, ŁV), è un movimento federalista e autonomista, fondato, de facto nel 1979 e de iure nel 1980 a Padova da quattordici soci con l'obiettivo della "valorizzazione della civiltà, cultura e storia dei veneti e in particolar modo della repubblica serenissima di Venezia, nel rispetto e nella collaborazione con tutti i Popoli, vicini e lontani,  fedeli agli esempi e alla storia dei nostri avi" e federalismo fiscale. Fu il primo movimento del genere, essendo nato due anni prima della Lega Lombarda, inizialmente denominata Lega Autonomista Lombarda. In seguito si federò alla Lega Nord, divenendone la sezione "nazionale" del Veneto.
Dal 2020 il partito è confluito de facto nella neonata Liga Veneta per Salvini Premier, sezione territoriale regionale della Lega per Salvini Premier.

## Storia
La Liga Veneta fu costituita de facto nel 1979, il suo primo congresso si terrà il 9 dicembre 1979 a Recoaro Terme presso il Gran Cafè Municipal. Si costituirà poi ufficialmente il 16 gennaio 1980 a Padova, presso lo studio del notaio Giovanni Battista Todeschini da 14 soci fondatori: l'ideologo del movimento Achille Tramarin docente liceale di Storia dell'Arte di Padova, Michele Gardin di Santa Giustina in Colle, Luigi Ghizzo di Farra di Soligo, Bruno Da Pian di Venezia, Patrizio Caloi di Erbè, Paolo Bergami di Padova, Giuseppe e Giannico Faggion di Quinto Vicentino, Agostino Alba (mandato al posto del fratello Toni Alba impegnato altrove per raggiungere il numero legale) di Vicenza, Rino Basaldella di Venezia, Valerio Costenaro di Marostica, Luigi Fabris di Conegliano, Guido Marson di Gorgo al Monticano e Marilena Marin di Conegliano. Mancherà il futuro marito della Marin, Franco Rocchetta, personalità importante all'interno della Liga nella sua prima fase e membro del direttivo della apolitica Società filologia veneta.
A questi vanno equiparati, agli effetti legali, altri 7 Soci Fondatori "cooptati" con atto successivo. Alle elezioni per il Consiglio regionale nello stesso anno ebbe circa 13.000 voti, pari allo 0,47%.
Nelle elezioni politiche del 1983 il partito elesse un deputato (Achille Tramarin) e un senatore (Graziano Girardi), i quali vennero tuttavia presto estromessi dal partito. 
Il 1985 vide l'ingresso della Liga Veneta nel Consiglio regionale: 3,73% e due consiglieri: Ettore Beggiato (che avrebbe poi fondato l'Unione del Popolo Veneto) e Franco Rocchetta.
Le elezioni politiche del 1987 videro la Liga Veneta alleata col movimento "Pensionati Uniti" dell'ex missino Stefano Menicacci: nonostante un exploit elettorale (quasi 300.000 voti, raccolti però anche fuori dal Veneto) la lista non ebbe alcun eletto.
Nel 1989 Franco Rocchetta e sua moglie Marilena Marin (segretario nazionale dal 1984 al 1994) formarono un'alleanza con la Lega Lombarda per le elezioni europee di quell'anno.
Nell'autunno del 1989 la Liga Veneta fu uno dei movimenti fondatori della Lega Nord costituita con atto notarile a Bergamo. Primo presidente federale fu Marilena Marin. In seguito al primo congresso federale di Pieve Emanuele, febbraio 1991, Franco Rocchetta diventò presidente federale del nuovo movimento. Intanto si erano svolte le elezioni regionali del 1990, in cui la Liga Veneta salì al 5,91% e a tre consiglieri.
Il successo della Lega Nord alle elezioni politiche del 1992 fu dovuto anche al contributo del Veneto: qui divenne il secondo partito a livello regionale dopo la DC ed elesse otto deputati e quattro senatori. Nel 1993, con la nuova legge elettorale che prevedeva l'elezione diretta del sindaco, s'impossessò di molte amministrazioni locali, mancando però il comune di Venezia, dove il candidato della sinistra Massimo Cacciari sconfisse il leghista Aldo Mariconda al ballottaggio.
Alle elezioni del 1994 la Lega Nord-Liga Veneta incrementò ancora la sua pattuglia parlamentare grazie all'alleanza del Polo delle Libertà, vittoriosa in tutti i collegi uninominali tranne a Venezia-Mira. Alle successive elezioni europee Marilena Marin fu eletta al parlamento di Strasburgo. Il risultato però fu considerato deludente, e contribuì alla rottura di Rocchetta e della Marin con Umberto Bossi, avvenuta in luglio. Stefano Stefani fu eletto presidente federale della Lega Nord, mentre l'ex rautiano Fabrizio Comencini diventò segretario nazionale della Liga Veneta.
In occasione delle elezioni regionali in Veneto del 1995, la Lega Nord-Liga Veneta candidò a presidente della giunta Alberto Lembo, che si piazzò terzo dopo il forzista Giancarlo Galan e il popolare Ettore Bentsik. La lista ottenne il 16,71% e nove consiglieri.
Nelle elezioni politiche del 1996, quando la Lega Nord raggiunse il suo massimo storico elettorale (10,1%), la Liga Veneta divenne la sezione nazionale più forte con il 29,7% dei voti. Nonostante gli ottimi risultati, le incomprensioni tra Bossi e Comencini (il quale contestava lo squilibrio tra lombardi e veneti nel movimento, e chiedeva di poter entrare a far parte della giunta regionale di Galan) portarono quest'ultimo a fondare un nuovo partito, la Liga Veneta Repubblica (successivamente Veneti d'Europa). Gian Paolo Gobbo fu eletto nuovo segretario nazionale.
Alle elezioni regionali in Veneto del 2000, dopo i deludenti risultati elettorali del 1999, il partito, che appoggiava la riconferma di Galan, ricevette il 12% delle preferenze, ottenendo sette consiglieri, tra cui il Presidente del Consiglio Enrico Cavaliere e due assessori Marino Finozzi ed Ermanno Serrajotto; i Veneti d'Europa raggiunsero il 2,5% e il Fronte Marco Polo l'1,2%. I due partiti si fusero nel 2001 nella Liga Fronte Veneto (poi tornata al nome originario di Liga Veneta Repubblica).
Nel 2002, dopo un deludente risultato alle elezioni politiche (minimo storico dall'adesione alla Lega Nord: 10,2%), Luca Zaia vinse le elezioni provinciali di Treviso senza l'appoggio di Forza Italia e Alleanza Nazionale. Anche Manuela Dal Lago fu riconfermata alla guida della Provincia di Vicenza.
Nel elezioni regionali in Veneto del 2005 la Łiga Veneta-Lega Nord raggiunse il 14,7% dei voti —nonostante la concorrenza di Progetto Nordest (5,6%) e Liga Fronte Veneto (1,2%), portando Marino Finozzi alla presidenza del Consiglio Regionale, Luca Zaia alla vice-presidenza della Regione e Flavio Tosi all'assessorato della Sanità.
Nel maggio 2007, Flavio Tosi venne eletto sindaco di Verona al primo turno con il 60,7% dei consensi, strappando il comune al centro-sinistra. La Liga Veneta e la lista "Tosi sindaco" ottenerono congiuntamente il 28,2% dei voti.
Nelle elezioni politiche del 2008 la Liga Veneta (che come sezione nazionale della Lega Nord si è presentata alle elezioni sotto le insegne "Lega Nord - Padania") si avvicina al suo massimo storico del 1996, ottenendo il 27,1% a livello regionale. In conseguenza di questo ottimo risultato, per la prima volta un leghista veneto, Luca Zaia, viene nominato ministro delle politiche agricole alimentari e forestali.
Nelle elezioni regionali in Veneto del 2010 il centrodestra decide di non riconfermare per un quarto mandato il Presidente uscente Giancarlo Galan (PdL). La Liga Veneta allora propone di candidare in accordo con gli alleati del PdL l'attuale Ministro della Politiche Agricole ed ex vicepresidente della Regione Veneto Luca Zaia. Il giorno delle elezioni la Liga Veneta ottiene il risultato più importante dall'anno della sua fondazione: Zaia è eletto Presidente del Veneto con il 60.1% (Galan nel 2005 ottenne il 50.5% mentre nel 2000 il 54.2%) dei voti staccando il principale avversario Giuseppe Bortolussi candidato del centrosinistra e segretario della Cgia di Mestre, fermo al 29.1%. La Liga si conferma primo partito regionale al 35.15% superando di circa dieci punto il secondo partito più votato, il Pdl al 24.7 ed eleggendo ben 18 consiglieri regionali.
Il 7 maggio 2012 Flavio Tosi è rieletto sindaco di Verona ottenendo al primo turno il 57% delle preferenze. Tosi è stato appoggiato dalla Liga Veneta e da una serie di liste a questa collegate. La Liga Veneta ha ottenuto il 10,72% piazzandosi al terzo posto dopo il Pd come partito più grande di Verona mentre la lista Civica per Verona Tosi Sindaco ha ottenuto il 37,23% dei consensi eleggendo 17 consiglieri comunali su 33 totali.
Il 3 giugno 2012 si vota il successore di Gian Paolo Gobbo alla segreteria della Liga veneta. Viene eletto Flavio Tosi, già Presidente della Liga, sponsorizzato dall'ala vicina a Roberto Maroni, con il 57% dei voti contro il 42% di Massimo Bitonci.
A seguito dell'espulsione dal partito del segretario Flavio Tosi all'inizio del 2015, dopo un periodo di commissariamento con l'on. Gianpaolo Dozzo, è stato eletto segretario nazionale nel febbraio 2016 Gianantonio (Toni) Da Re, ex sindaco leghista di Vittorio Veneto ed ex segretario della Liga veneta-Lega Nord per la provincia di Treviso.

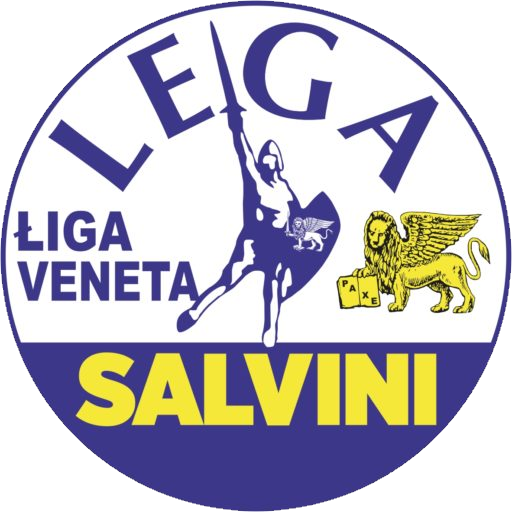
Simbolo della neonata Liga Veneta per Salvini Premier

Nel 2020 il partito ha cessato l'attività politica, confluendo de facto nella neonata Liga Veneta per Salvini Premier, sezione regionale della Lega per Salvini Premier. A capo della neonata formazione è stato nominato Alberto Stefani.

## Congressi
- I Congresso - Recoaro, 9 dicembre 1979
- II Congresso - Feltre, 9 marzo 1980
- Congresso straordinario - Padova, 9 ottobre 1983
- III Congresso - Treviso, 22 gennaio 1984
- IV Congresso - San Stino di Livenza, 1º marzo 1987
- V Congresso - Jesolo, 7-8 novembre 1992
- Congresso straordinario - Padova, 30 luglio 1994
- VI Congresso - Vicenza, 26-27 ottobre 1996
- Congresso straordinario - Bassano del Grappa, 10-11 ottobre 1998
- VII Congresso - Vicenza, 1-2 dicembre 2001
- VIII Congresso - Padova, 20 luglio 2008
- IX Congresso - Padova, 3 giugno 2012
- X Congresso - Verona, 7 febbraio 2016

## Organismi dirigenti

### Segretario nazionale
- Achille Tramarin (9 marzo 1980 – 9 ottobre 1983)
- Marilena Marin (9 ottobre 1983 – 22 gennaio 1984)
- Franco Rocchetta (22 gennaio 1984 – 1985)
- Marilena Marin (1985 – 30 luglio 1994)
- Fabrizio Comencini (30 luglio 1994 – 11 ottobre 1998)
- Gian Paolo Gobbo (11 ottobre 1998 – 3 giugno 2012)
- Flavio Tosi (3 giugno 2012 – 10 marzo 2015)
  - Gianpaolo Dozzo (commissario, 10 marzo 2015 – 7 febbraio 2016)
- Gianantonio Da Re (7 febbraio 2016 – 2019)
  - Lorenzo Fontana (commissario, 2019 – 23 dicembre 2020)

### Presidente nazionale
- Franco Rocchetta (1991 – 1994)
- Gian Paolo Gobbo (1994 – 1998)
- Gianpaolo Dozzo (1998 – 2001)
- Manuela Dal Lago (2001 – 2008)
- Flavio Tosi (2008 – 2012)
- Luca Baggio (2012 – 2015)
- Massimo Bitonci (2016 – 2019)

### Capigruppo al Consiglio regionale del Veneto
- Franco Rocchetta (1985 – 1994)
- Gian Paolo Gobbo (1994 – 2000)
- Flavio Tosi (2000 – 2002)
- Franco Manzato (2002 – 2008)
- Gianpaolo Bottacin (2008 – 2009)
- Roberto Ciambetti (2009 – 2010)
- Federico Caner (2010 – 2015)
- Nicola Finco & Silvia Rizzotto (2015 – 2020)

## Risultati elettorali
Sono riportati solo quelli precedenti alla costituzione della Lega Nord.
| Elezione                              | Elezione       | Voti    | %    | Seggi   |
| ------------------------------------- | -------------- | ------- | ---- | ------- |
| Politiche 1983                        | Camera         | 125.311 | 0,34 | 1 / 630 |
| Politiche 1983                        | Senato         | 91.171  | 0,29 | 1 / 315 |
| Europee 1984                          | Europee 1984   | 164.115 | 0,47 | 0 / 81  |
| Politiche 1987                        | Camera         | 298.402 | 0,77 | 0 / 630 |
| Politiche 1987                        | Senato         | 298.552 | 0,92 | 0 / 315 |
| Europee 1989 a                        | Europee 1989 a | 636.242 | 1,83 | 0 / 81  |
| a Lista Lega Lombarda - Alleanza Nord |                |         |      |         |

### Elezioni regionali
| Elezione    | Voti    | %     | Seggi   |
| ----------- | ------- | ----- | ------- |
| Veneto 1980 | 13.236  | 0,47  | 0 / 60  |
| Veneto 1985 | 112.275 | 3,73  | 2 / 60  |
| Veneto 1990 | 180.676 | 5,91  | 3 / 60  |
| Veneto 1995 | 422.410 | 16,68 | 9 / 65  |
| Veneto 2000 | 274.472 | 11,97 | 6 / 60  |
| Veneto 2005 | 337.896 | 14,65 | 7 / 60  |
| Veneto 2010 | 788.581 | 35,16 | 18 / 60 |
| Veneto 2015 | 329.966 | 17,82 | 10 / 50 |